# منصور بشير تنقا
منصور بشير مصطفى البشير، لاعب كرة قدم سوداني، لعب مع نادي الهلال السوداني وحقق عدة بطولات مع الفريق ووصل معه لنهائيات كأس افريقيا للاندية 1987م

## حياته
ينحدر منصور من مدينة الابيض بولاية شمال كردفان، بدأ اللعب مع الهلال الأبيض ، من ثم انضم إلى فريق الهلال العاصمي الذي تأسس في 13 فبراير 1930م. من أهم المباريات التي خاضها مع فريق الهلال مبارات الهلال والوكرة القطري جاء ذلك في حوار اجري  حول مسيرته الرياضية .

## اعتزاله
اعتزل منصور اللاعب وترك كرة القدم نهائيا وتفرغ للعمل بعيدا عن الرياضة اجريت معه العديد من المقابلات تحدث فيها عن مستقبل فريق الهلال منها برنامج ( نجوم من دهب)

## وصلات خارجية
- منصور تنقا على فرق كرة القدم الوطنية